# Fresno County
Das Fresno County ist ein County im Bundesstaat Kalifornien der Vereinigten Staaten. Der Verwaltungssitz (County Seat) ist Fresno.
Das County wird vom Office of Management and Budget zu statistischen Zwecken als Fresno, CA Metropolitan Statistical Area geführt.

## Geschichte
Die Gegend des heutigen Countys war früher eine trockene Wüste. Das County wurde 1856 aus Teilen der Countys Mariposa County, Merced County und Tulare County gegründet. 1861 wurden Teile des Countys an Mono County und 1861 an Madera County abgegeben. Den Namen erhielt das County vom Fresno Creek. Fresno bedeutet im Spanischen Esche. Früher war Millerton Countyseat. Es wurde aber durch eine Katastrophe so sehr beschädigt, dass Fresno Countyseat wurde. 1882 war das größte Feuer, das jemals im Fresno County ausbrach.

## Demografische Daten

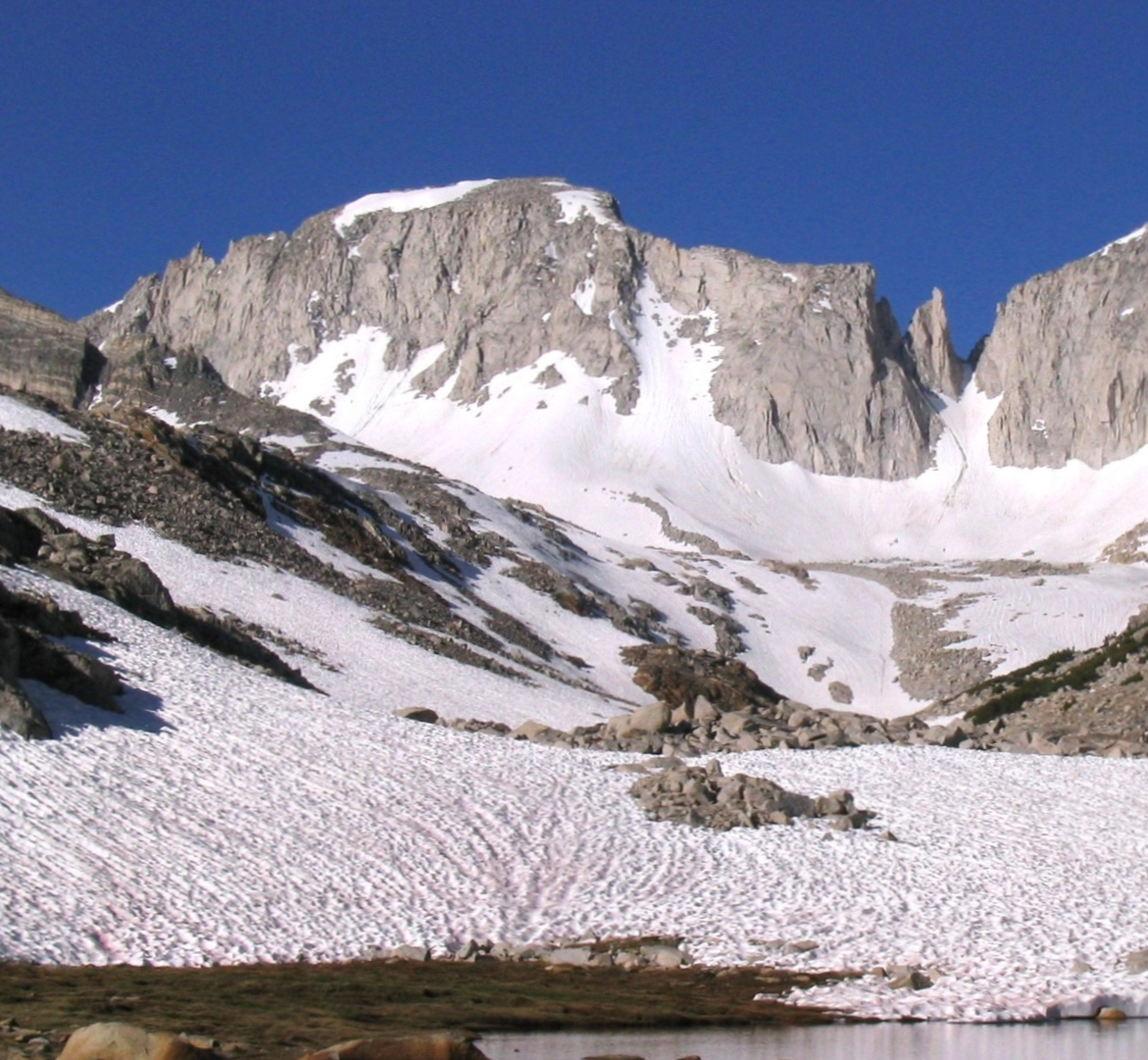
Der Mount Abbot

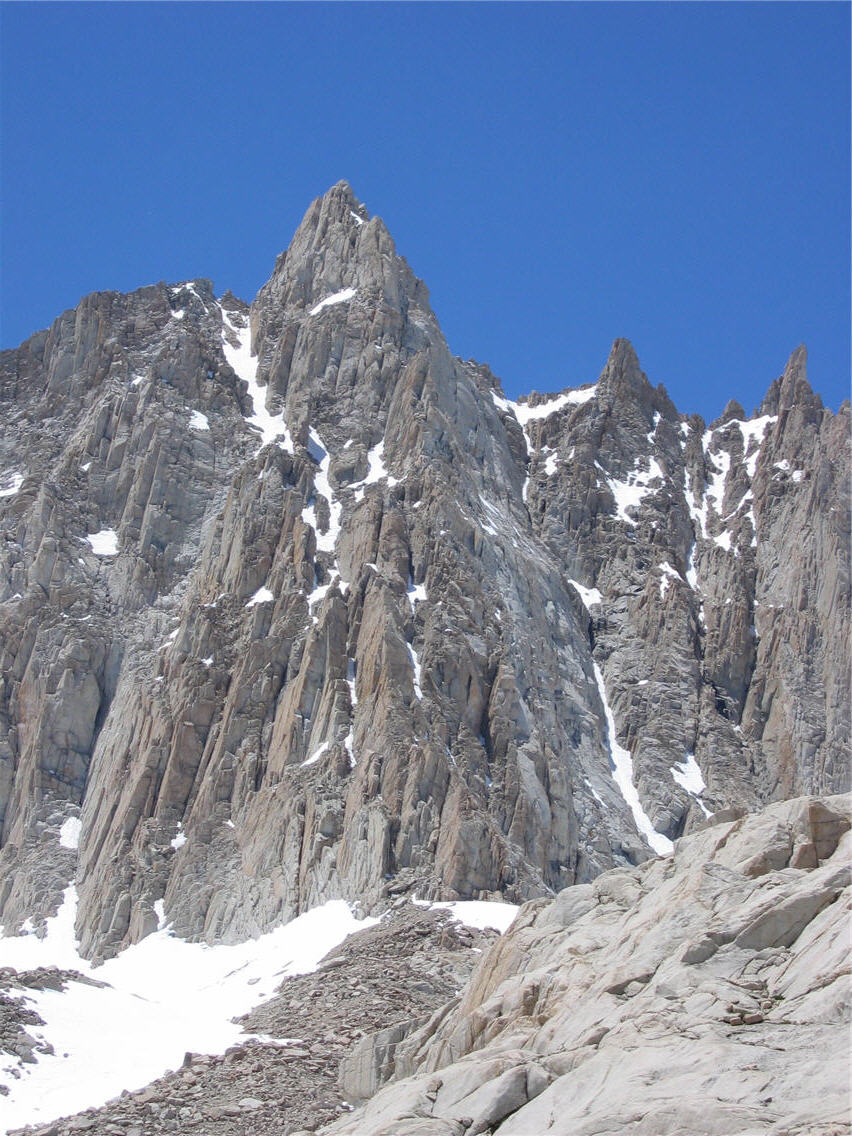
Der Mount Muir

Nach der Volkszählung im Jahr 2000 lebten im Fresno County 799.407 Menschen. Es gab 252.940 Haushalte und 186.669 Familien. Die Bevölkerungsdichte betrug 52 Einwohner pro Quadratkilometer. Ethnisch betrachtet setzte sich die Bevölkerung zusammen aus 54,30 % Weißen, 5,30 % Afroamerikanern, 1,60 % amerikanischen Ureinwohnern, 8,05 % Asiaten, 0,13 % Bewohnern aus dem pazifischen Inselraum und 25,90 % aus anderen ethnischen Gruppen; 4,73 % stammten von zwei oder mehr ethnischen Gruppen ab. 43,99 % der Bevölkerung waren spanischer oder lateinamerikanischer Abstammung.
Von den 252.940 Haushalten hatten 41,20 % Kinder und Jugendliche unter 18 Jahre, die bei ihnen lebten. 52,50 % waren verheiratete, zusammenlebende Paare, 15,20 % waren allein erziehende Mütter. 26,20 % waren keine Familien. 20,60 % waren Singlehaushalte und in 7,80 % lebten Menschen im Alter von 65 Jahren oder darüber. Die Durchschnittshaushaltsgröße betrug 3,09 und die durchschnittliche Familiengröße lag bei 3,59 Personen.
Auf das gesamte County bezogen setzte sich die Bevölkerung zusammen aus 32,10 % Einwohnern unter 18 Jahren, 11,10 % zwischen 18 und 24 Jahren, 28,50 % zwischen 25 und 44 Jahren, 18,50 % zwischen 45 und 64 Jahren und 9,90 % waren 65 Jahre alt oder darüber. Das Durchschnittsalter betrug 30 Jahre. Auf 100 weibliche Personen kamen 100,40 männliche Personen, auf 100 Frauen im Alter ab 18 Jahren kamen statistisch 98,20 Männer.
Das jährliche Durchschnittseinkommen eines Haushalts betrug 34.725 USD, das Durchschnittseinkommen der Familien betrug 38.455 USD. Männer hatten ein Durchschnittseinkommen von 33.375 USD, Frauen 26.501 USD. Das Prokopfeinkommen betrug 15.495 USD. 22,90 % Prozent der Bevölkerung und 17,60 % der Familien lebten unterhalb der Armutsgrenze. 31,70 % davon waren unter 18 Jahre und 9,90 % waren 65 Jahre oder älter.

## Orte im County

### Citys
- Clovis
- Coalinga
- Firebaugh
- Fowler
- Fresno (County Seat)
- Huron
- Kerman
- Kingsburg
- Mendota
- Orange Cove
- Parlier
- Reedley
- San Joaquin
- Sanger
- Selma

### CDPs
- Auberry
- Big Creek
- Biola
- Bowles
- Calwa
- Cantua Creek
- Caruthers
- Centerville
- Del Rey
- Easton
- Fort Washington
- Friant
- Lanare
- Laton
- Malaga
- Mayfair
- Millerton
- Minkler
- Monmouth
- Old Fig Garden
- Raisin City
- Riverdale
- Shaver Lake
- Sunnyside
- Tarpey Village
- Three Rocks
- Tranquillity
- West Park
- Westside
- Yokuts Valley